# Chaerophyllum coloratum
Chaerophyllum coloratum là một loài thực vật có hoa trong họ Hoa tán. Loài này được L. mô tả khoa học đầu tiên năm 1767.